# Rheocricotopus tamahumeralis
Rheocricotopus tamahumeralis är en tvåvingeart som beskrevs av Sasa 1981. Rheocricotopus tamahumeralis ingår i släktet Rheocricotopus och familjen fjädermyggor. Inga underarter finns listade i Catalogue of Life.